# Damernas dubbelsculler i rodd vid olympiska sommarspelen 2016
Damernas dubbelsculler i rodd vid olympiska sommarspelen 2016 avgjordes mellan den 6 och 11 augusti 2016 i Rio de Janeiro.

## Resultat

### Försöksheat
De tre första i varje försöksheat gick vidare till semifinal medan övriga gick till återkvalet.

#### Försöksheat 1
| Placering | Roddare                                    | Land           | Tid     | Noteringar |
| --------- | ------------------------------------------ | -------------- | ------- | ---------- |
| 1         | Donata Vištartaitė Milda Valčiukaitė       | Litauen        | 7.04,82 | SF         |
| 2         | Victoria Thornley Katherine Grainger       | Storbritannien | 7.05,32 | SF         |
| 3         | Hélène Lefebvre Elodie Ravera-Scaramozzino | Frankrike      | 7.05,65 | SF         |
| 4         | Marie-Cathérine Arnold Mareike Adams       | Tyskland       | 7.13,49 | R          |
| 5         | Lisbet Jakobsen Nina Hollensen             | Danmark        | 7.18,92 | R          |

#### Försöksheat 2
| Placering | Roddare                                     | Land    | Tid     | Noteringar |
| --------- | ------------------------------------------- | ------- | ------- | ---------- |
| 1         | Magdalena Fularczyk-Kozłowska Natalia Madaj | Polen   | 7.16,16 | SF         |
| 2         | Lü Yang Zhu Weiwei                          | Kina    | 7.25,19 | SF         |
| 3         | Yuliya Bichyk Tatsiana Kukhta               | Belarus | 7.27,22 | SF         |
| 4         | Meghan O'Leary Ellen Tomek                  | USA     | 7.46,92 | R          |

#### Försöksheat 3
| Placering | Roddare                                | Land        | Tid     | Noteringar |
| --------- | -------------------------------------- | ----------- | ------- | ---------- |
| 1         | Eve MacFarlane Zoe Stevenson           | Nya Zeeland | 7.14,31 | SF         |
| 2         | Sally Kehoe Genevieve Horton           | Australien  | 7.17,34 | SF         |
| 3         | Aikaterini Nikolaidou Sofia Asoumanaki | Grekland    | 7.20,64 | SF         |
| 4         | Kristýna Fleissnerová Lenka Antošová   | Tjeckien    | 7.35,85 | R          |

### Återkval
De tre första i återkvalet gick vidare till semifinal.
| Placering | Roddare                              | Land     | Tid     | Noteringar |
| --------- | ------------------------------------ | -------- | ------- | ---------- |
| 1         | Marie-Cathérine Arnold Mareike Adams | Tyskland | 7.00,54 | SF         |
| 2         | Meghan O'Leary Ellen Tomek           | USA      | 7.00,60 | SF         |
| 3         | Kristýna Fleissnerová Lenka Antošová | Tjeckien | 7.03,68 | SF         |
| 4         | Lisbet Jakobsen Nina Hollensen       | Danmark  | 7.04,35 |            |

### Semifinaler
De tre första i varje semifinal gick vidare till A-finalen.

#### Semifinal 1
| Placering | Roddare                                | Land        | Tid     | Noteringar |
| --------- | -------------------------------------- | ----------- | ------- | ---------- |
| 1         | Aikaterini Nikolaidou Sofia Asoumanaki | Grekland    | 6.51,99 | FA         |
| 2         | Donata Vištartaitė Milda Valčiukaitė   | Litauen     | 6.52,46 | FA         |
| 3         | Meghan O'Leary Ellen Tomek             | USA         | 6.52,92 | FA         |
| 4         | Eve MacFarlane Zoe Stevenson           | Nya Zeeland | 6.52,97 | FB         |
| 5         | Marie-Cathérine Arnold Mareike Adams   | Tyskland    | 6.58,70 | FB         |
| 6         | Lü Yang Zhu Weiwei                     | Kina        | 7.05,31 | FB         |

#### Semifinal 2
| Placering | Roddare                                     | Land           | Tid     | Noteringar |
| --------- | ------------------------------------------- | -------------- | ------- | ---------- |
| 1         | Magdalena Fularczyk-Kozłowska Natalia Madaj | Polen          | 6.50,63 | FA         |
| 2         | Victoria Thornley Katherine Grainger        | Storbritannien | 6.52,47 | FA         |
| 3         | Hélène Lefebvre Elodie Ravera-Scaramozzino  | Frankrike      | 6.54,34 | FA         |
| 4         | Sally Kehoe Genevieve Horton                | Australien     | 6.55,37 | FB         |
| 5         | Yuliya Bichyk Tatsiana Kukhta               | Belarus        | 6.57,64 | FB         |
| 6         | Kristýna Fleissnerová Lenka Antošová        | Tjeckien       | 7.03,79 | FB         |

### Finaler

#### Final B
| Placering | Roddare                              | Land        | Tid     | Noteringar |
| --------- | ------------------------------------ | ----------- | ------- | ---------- |
| 1         | Marie-Cathérine Arnold Mareike Adams | Tyskland    | 7.39,82 |            |
| 2         | Yuliya Bichyk Tatsiana Kukhta        | Belarus     | 7.40,48 |            |
| 3         | Sally Kehoe Genevieve Horton         | Australien  | 7.42,30 |            |
| 4         | Kristýna Fleissnerová Lenka Antošová | Tjeckien    | 7.43,77 |            |
| 5         | Lü Yang Zhu Weiwei                   | Kina        | 7.45,68 |            |
| 6         | Eve MacFarlane Zoe Stevenson         | Nya Zeeland | 7.50,74 |            |

#### Final A
| Placering | Roddare                                     | Land           | Tid     | Noteringar |
| --------- | ------------------------------------------- | -------------- | ------- | ---------- |
| 1         | Magdalena Fularczyk-Kozłowska Natalia Madaj | Polen          | 7.40,10 |            |
| 2         | Victoria Thornley Katherine Grainger        | Storbritannien | 7.41,05 |            |
| 3         | Donata Vištartaitė Milda Valčiukaitė        | Litauen        | 7.43,76 |            |
| 4         | Aikaterini Nikolaidou Sofia Asoumanaki      | Grekland       | 7.48,62 |            |
| 5         | Hélène Lefebvre Elodie Ravera-Scaramozzino  | Frankrike      | 7.52,03 |            |
| 6         | Meghan O'Leary Ellen Tomek                  | USA            | 8.06,18 |            |